# Midland F1 Racing
Midland F1 Racing (kurz Midland oder MF1) war ein kurzlebiges Motorsportteam, das 2006 unter eigenem Namen an der Formel-1-Weltmeisterschaft teilnahm. Das Team gehörte zur Midland Group, einer auf der Kanalinsel Guernsey ansässigen Holding des russischen Unternehmers Alexander Shnaider. Midland F1 war unmittelbarer Nachfolger des traditionsreichen Formel-1-Teams Jordan Grand Prix und zugleich einer der Vorgänger des bis 2018 in der Formel 1 engagierten Rennstalls Force India. Midland F1 war der erste Formel-1-Rennstall, der mit russischer Lizenz an den Start ging.

## Geschichte
Im Oktober 2004 erklärte die Midland-Gruppe ihre Absicht, ab 2006 mit einem eigenen, in Großbritannien ansässigen Team an der Formel-1-Weltmeisterschaft teilzunehmen. Mit der Chassisentwicklung sollte der italienische Rennwagenhersteller Dallara beauftragt werden. Anfänglich erwogen Midland und Shnaider, einen eigenen Rennstall komplett neu aufzubauen; später gab es Überlegungen, ein bestehendes Team zu übernehmen. Midland war einer der Interessenten für die Übernahme des in Milton Keynes ansässigen Teams Jaguar Racing, das im November 2004 allerdings von Dietrich Mateschitz gekauft und zu Red Bull Racing umstrukturiert wurde.
Im Januar 2005 übernahm Midland stattdessen auf Vermittlung Bernie Ecclestones die Anteilsmehrheit an Jordan Grand Prix für angeblich 60 Mio $ von dessen Gründer Eddie Jordan. Shnaider installierte ein neues Management, zu dem der Enkel von Boris Jelzin, Colin Kolles sowie zeitweise auch Trevor Carlin gehörten. Unter Carlins und später Kolles' Leitung wurde der Rennstall 2005 noch unter der Bezeichnung Jordan weitergeführt, bevor zum Beginn der Saison 2006 die Umbenennung in Midland F1 Racing erfolgte. Das Team fuhr in diesem Jahr mit russischer Lizenz. 
Bereits nach den ersten Rennen war das Team vielfach Gegenstand negativ konnotierter Medienberichte, die Midland unter anderem als „den unsympathischsten Rennstall der Formel 1“ bezeichneten; insbesondere Kolles stand in der Kritik. Midland begegnete dieser Entwicklung, indem es den ehemaligen Rennfahrer Johnny Herbert zum Kommunikationsdirektor ernannte. Ab April 2006 hielten sich darüber hinaus Berichte über finanzielle und sportliche Krisen, die durch wiederholte Umstrukturierungen im Team weiteren Nährboden fanden. Entgegen anderslautenden Absichtserklärungen verhandelte Shnaider bereits seit März 2006 mit unterschiedlichen Interessenten über einen Verkauf des Teams. Seit Mai 2006 lag Shnaider, vermittelt durch den Manager seines Stammfahrers Christijan Albers, das Angebot eines Konsortiums um den niederländischen Fahrzeughersteller Spyker Cars N.V. und den Unternehmer Michiel Mol vor, dessen Annahme sich bis in den Spätsommer 2006 hinzog. Anlässlich des Großen Preises von Italien in Monza am 10. September 2006 übernahm Spyker schließlich den Rennstall. Der Kaufpreis wurde mit 106 Mio $ angegeben. Das Team behielt für den Rest der Saison 2006 die russische Lizenz bei und trat bei den letzten drei Rennen des Jahres unter der Bezeichnung Spyker MF1 Racing an. Zu Beginn der Saison 2007 erfolgte die Umbenennung in Spyker F1.

## Die Saison 2006

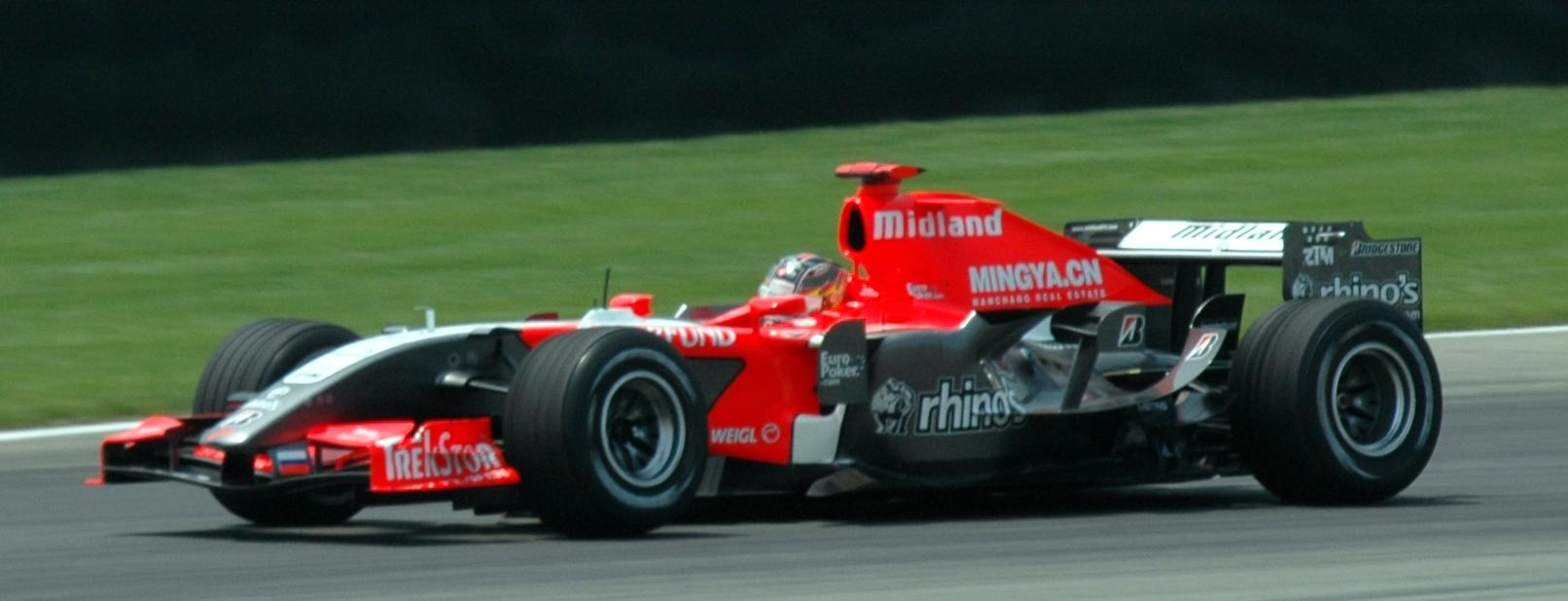
Tiago Monteiro im Midland F1 M16

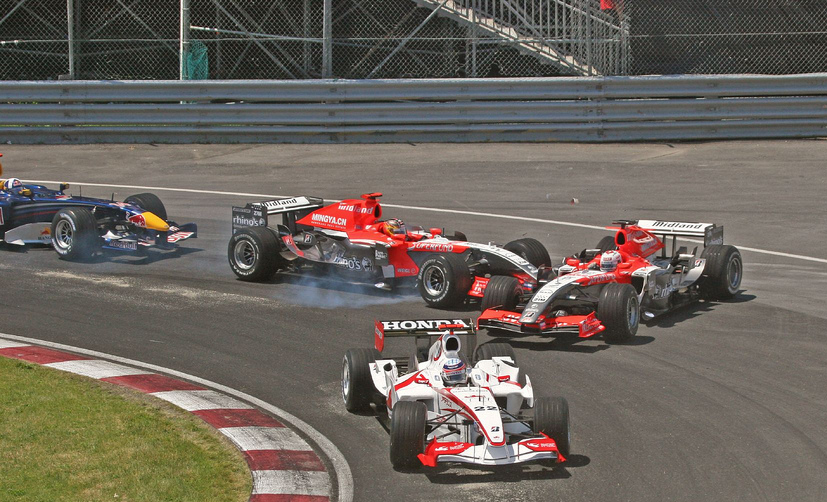
Kollision beider Midland-Piloten beim Großen Preis von Kanada 2006

Midland F1 hatte in der Saison 2006 ein Budget von 80 Mio €. Es war in diesem Jahr damit der finanzschwächste Rennstall. In technischer und organisatorischer Hinsicht setzte Midland die Arbeit des Jordan-Teams weitgehend unverändert fort. Der Motorsportmanager Colin Kolles, der schon im Vorjahr Teamchef bei Jordan gewesen war, blieb auch 2006 in dieser Funktion. Auch der Motorenvertrag mit Toyota, dessen Kundenteam Jordan seit 2005 war, übernahm Midland für die neue Saison. Einsatzfahrzeug war der Midland M16, der entgegen ursprünglicher Planung nicht von Dallara, sondern im eigenen Werk unter der Leitung von James Key entwickelt worden war. Konzeptionell orientierte sich der MF16 an dem Jordan EJ15 von 2005.
Der letztjährige Jordan-Pilot Tiago Monteiro erhielt eines der Midland-Cockpits. Das zweite Auto fuhr der Niederländer Christijan Albers, der Narain Karthikeyan ersetzte. Darüber hinaus beschäftigte Midland eine Reihe von sogenannten dritten Fahrern, die nach dem seinerzeitigen Reglement berechtigt waren, für das Team an den Freitagstrainings teilzunehmen. Zu ihnen gehörten 
Giorgio Mondini, Alexandre Prémat, Adrian Sutil, Ernesto Viso und Markus Winkelhock. Als reine Testfahrer wurden außerdem Fabrizio del Monte, Ronnie Quintarelli, Roman Russinow und Adrián Vallés verpflichtet, die für ihre Einsätze zu zahlen hatten und damit zum Budget des Teams beitrugen. Eine reine PR-Aktion war schließlich die einmalige Testfahrt des Motorradrennfahrers Max Biaggi in einem Midland im Januar 2006.
Die beiden Midland-Fahrer erzielten keine Rennerfolge. Das Team lag zwar bei den Rennen im Regelfall vor dem neu gegründeten Rennstall Super Aguri. An die Leistungen der anderen Teams kam Midland allerdings nicht heran. Im Qualifikationstraining kamen die Midland-Fahrer zumeist nicht über den ersten Block hinaus; nur achtmal erreichte einer von ihnen die Teilnahme am Q2. Das beste Qualifikationsergebnis war ein 14. Startplatz. Das beste Rennergebnis war Monteiros 9. Platz beim dreizehnten Saisonrennen in Ungarn. In Kanada kollidierten beide Midland-Piloten miteinander, woraufhin Albers vorzeitig ausschied. Beim Großen Preis von Deutschland wurden Albers und Monteiro disqualifiziert, weil ihre Autos regelwidrig flexible Flügel trugen. 
Am Saisonende belegte Midland den 10. und – vor Super Aguri – vorletzten Platz der Konstrukteurswertung.

## Zahlen und Daten

### Alle Fahrer in der Formel 1
| Name              | Jahre | Grand Prix | Punkte | Siege | Zweiter | Dritter | Poles | SR | beste WM-Pos. |
| ----------------- | ----- | ---------- | ------ | ----- | ------- | ------- | ----- | -- | ------------- |
| Christijan Albers | 2006  | 18         | –      | –     | –       | –       | –     | –  | 22.           |
| Tiago Monteiro    | 2006  | 18         | –      | –     | –       | –       | –     | –  | 21.           |

### Ergebnisse in der Formel 1
| Saison | Chassis     | Fahrer      | Nr. | 1   | 2  | 3   | 4   | 5  | 6   | 7  | 8  | 9   | 10  | 11  | 12  | 13 | 14  | 15  | 16  | 17  | 18 | Punkte | Rang |
| ------ | ----------- | ----------- | --- | --- | -- | --- | --- | -- | --- | -- | -- | --- | --- | --- | --- | -- | --- | --- | --- | --- | -- | ------ | ---- |
| 2006   | Midland M16 |             |     |     |    |     |     |    |     |    |    |     |     |     |     |    |     |     |     |     |    | –      | 10.  |
| 2006   | Midland M16 | T. Monteiro | 18  | 17  | 13 | DNF | 16  | 12 | 16  | 15 | 16 | 14  | DNF | DNF | DNF | 9  | DNF | DNF | DNF | 16  | 15 | –      | 10.  |
| 2006   | Midland M16 | C. Albers   | 19  | DNF | 12 | 11  | DNF | 13 | DNF | 12 | 15 | DNF | DNF | 15  | DSQ | 10 | DNF | 17  | 15  | DNF | 14 | –      | 10.  |

| Legende  | Legende            | Legende                                                          |
| Farbe    | Abkürzung          | Bedeutung                                                        |
| -------- | ------------------ | ---------------------------------------------------------------- |
| Gold     | –                  | Sieg                                                             |
| Silber   | –                  | 2. Platz                                                         |
| Bronze   | –                  | 3. Platz                                                         |
| Grün     | –                  | Platzierung in den Punkten                                       |
| Blau     | –                  | Klassifiziert außerhalb der Punkteränge                          |
| Violett  | DNF                | Rennen nicht beendet (did not finish)                            |
| Violett  | NC                 | nicht klassifiziert (not classified)                             |
| Rot      | DNQ                | nicht qualifiziert (did not qualify)                             |
| Rot      | DNPQ               | in Vorqualifikation gescheitert (did not pre-qualify)            |
| Schwarz  | DSQ                | disqualifiziert (disqualified)                                   |
| Weiß     | DNS                | nicht am Start (did not start)                                   |
| Weiß     | WD                 | zurückgezogen (withdrawn)                                        |
| Hellblau | PO                 | nur am Training teilgenommen (practiced only)                    |
| Hellblau | TD                 | Freitags-Testfahrer (test driver)                                |
| ohne     | DNP                | nicht am Training teilgenommen (did not practice)                |
| ohne     | INJ                | verletzt oder krank (injured)                                    |
| ohne     | EX                 | ausgeschlossen (excluded)                                        |
| ohne     | DNA                | nicht erschienen (did not arrive)                                |
| ohne     | C                  | Rennen abgesagt (cancelled)                                      |
| ohne     | keine WM-Teilnahme |                                                                  |
| sonstige | P/fett             | Pole-Position                                                    |
| sonstige | 1/2/3/4/5/6/7/8    | Punktplatzierung im Sprint-/Qualifikationsrennen                 |
| sonstige | SR/kursiv          | Schnellste Rennrunde                                             |
| sonstige | *                  | nicht im Ziel, aufgrund der zurückgelegten Distanz aber gewertet |
| sonstige | ()                 | Streichresultate                                                 |
| sonstige | unterstrichen      | Führender in der Gesamtwertung                                   |